# 巴黎經濟

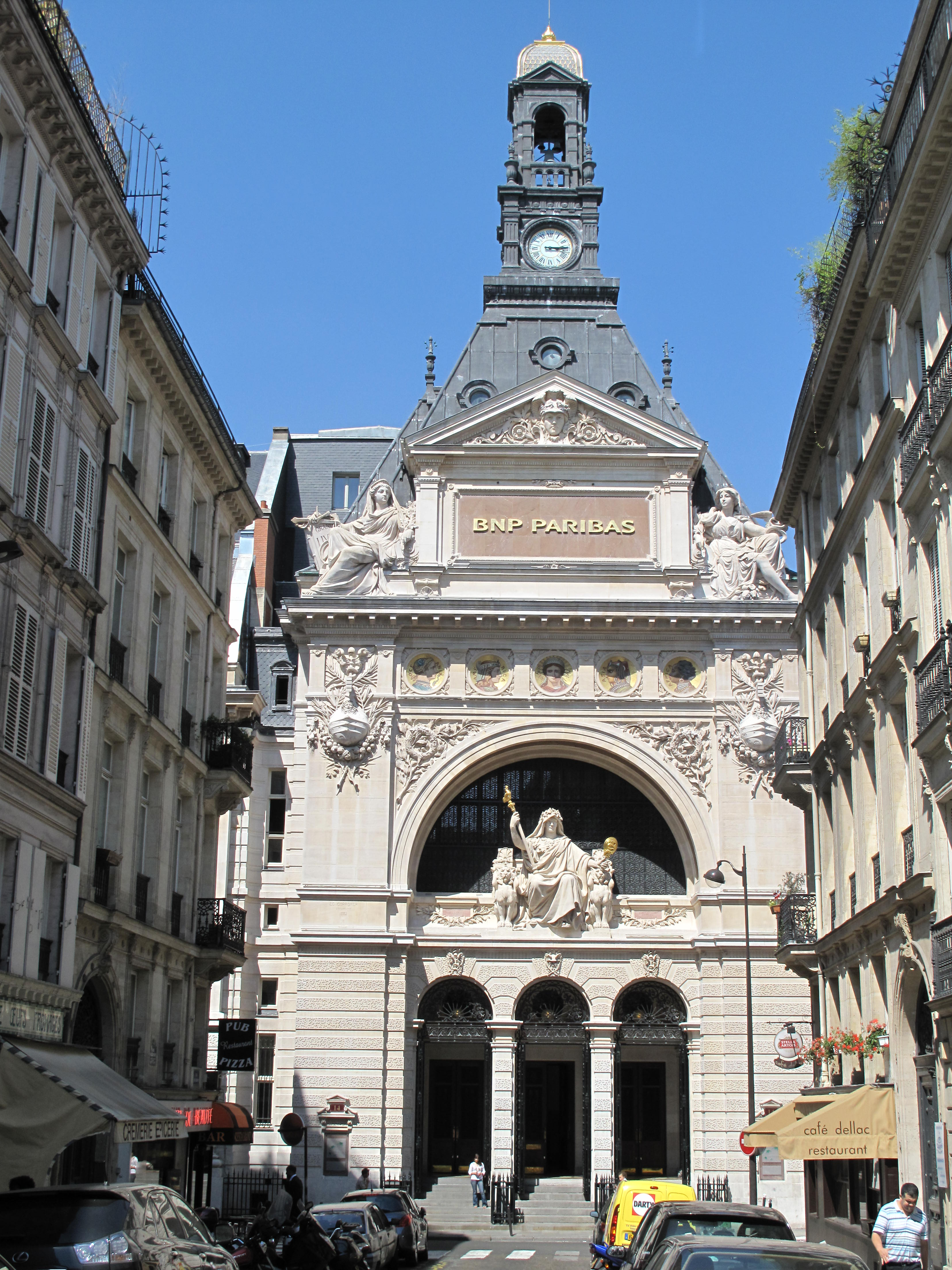
法國巴黎銀行的總部

巴黎經濟以服務業和商業為主。在巴黎的390,480家企業中，80.6%是服務業，6.5%是建築業，僅有3.8%是製造業。巴黎及法蘭西島大區是法國最重要的經濟中心，佔法國GDP的約三成。2011年時，巴黎是歐洲經濟規模第二大的都會圈，在世界亦排名第五。